# World Horror Convention Grand Master Award
Der World Horror Convention Grand Master Award ist ein Literaturpreis, der seit 1991 jährlich für besonders verdiente Autoren aus dem Bereich Horrorliteratur verliehen wird. Die Preisträger werden von den Teilnehmern der World Horror Convention bestimmt.
Bisherige Preisträger waren:
- 2016: Michael R. Collings
- 2015: William F. Nolan
- 2014: Brian Keene
- 2013: Dan Simmons
- 2012: T. E. D. Klein
- 2011: Jack Ketchum
- 2010: James Herbert
- 2009: Tanith Lee
- 2008: Robert R. McCammon
- 2007: Joe R. Lansdale
- 2006: Ray Garton
- 2005: F. Paul Wilson
- 2004: Jack Williamson
- 2003: Chelsea Quinn Yarbro
- 2002: Charles L. Grant
- 2001: Ray Bradbury
- 2000: Harlan Ellison
- 1999: Ramsey Campbell
- 1998: Brian Lumley
- 1997: Peter Straub
- 1996: Dean Koontz
- 1995: Clive Barker
- 1994: Anne Rice
- 1993: Richard Matheson
- 1992: Stephen King
- 1991: Robert Bloch